# Scotinoecus
Scotinoecus – rodzaj pająków z infrarzędu ptaszników i rodziny Hexathelidae. Obejmuje cztery opisane gatunki. Występują na południu Ameryki Południowej.

## Morfologia
Pająki osiągające w przypadku samic od 10,5 do 14,4 mm długości ciała. Karapaks samic ma część głowową wydłużoną i delikatnie wysklepioną. Warga dolna jest szersza niż dłuższa. Liczba kuspuli na wardze i szczękach jest znacznie większa niż u Mediothele,  na tej pierwszej dochodząc do 90, a na tych drugich do stu. Odnóża mają na stopach trichobotria mniej liczne niż na nadstopiach i goleniach, rozmieszczone w pojedynczym, prostym szeregu. Górne pazurki stóp uzbrojone są w zęby liczniejsze i dłuższe niż u Mediothele. U samca goleń pierwszej pary ma na spodzie pojedynczą apofizę (ostrogę) z przyległym kolcem. Występują trzy pary kądziołków przędnych; przednio-boczne są dwuczłonowe i nie dłuższe niż tylno-środkowe. Kądziołki tylno-boczne są dłuższe niż u Mediothele i mają więcej gruczołów przędnych, od 30 do 50 na każdym członie. Genitalia samicy zawierają dwie spermateki, obie wyraźnie dwupłatowe, czasem wręcz rozbite na cztery zbiorniki.

## Ekologia i występowanie
Pająki te zasiedlają lasy. Większość buduje płachtowate sieci łowne, przypominające te u Ischnothele, ale S. fasciatus żyje w norkach, przy których nie znaleziono takich sieci.
Rodzaj neotropikalny, ograniczony do południa Ameryki Południowej. Trzy gatunki są endemitami Chile, czwarty poza tym krajem znany jest jeszcze z najbardziej południowej prowincji Argentyny.

## Taksonomia i ewolucja
Takson ten wprowadził w 1892 roku Eugène Simon. Gatunkiem typowym została opisana w 1889 roku przez tegoż autora Hexathele cinereopilosa. Drugi gatunek rodzaju opisał w 1901 roku Hugo Albert Tullgren, a kolejne dwa w 2012 roku Duniesky Ríos-Tamayo i Pablo Goloboff.
W sumie do rodzaju należą cztery opisane gatunki:
- Scotinoecus cinereopilosus (Simon, 1889)
- Scotinoecus fasciatus Tullgren, 1901
- Scotinoecus major Ríos-Tamayo et Goloboff, 2012
- Scotinoecus ruiles Ríos-Tamayo et Goloboff, 2012.

Wyniki filogenetycznych analiz molekularnych Marshala Hedina i innych z 2018 roku wskazują na zajmowanie przez Scotinoecus pozycji siostrzanej dla kladu tworzonego przez wszystkie pozostałe rodzaje Hexathelidae z wyjątkiem bazalnego rodzaju Mediothele. Z kolei Ríos-Tamayo i Goloboff w 2012 roku zwrócili uwagę, że Scotinoecus wyróżnia się przede wszystkim brakiem synapomorfii Mediothele i w związku z tym może się okazać niemonofiletyczny, z niektórymi gatunkami bliższymi Mediothele niż innym przedstawicielom Scotinoecus.